# Сборная Испании по футболу (до 19 лет)
Сборная Испании по футболу до 19 лет — национальная футбольная сборная, представляющая Испанию, за которую имеют право выступать игроки возрастом 19 лет и младше. Главным тренером сборной является Санти Дения. Сборная находится под управлением Королевской испанской футбольной федерации. Девятикратные чемпионы Европы.